# Отношения между Ливан и Сирия
Отношенията между Ливан и Сирия обхващат политическите, икономическите и други взаимоотношения между страните.
В рамките на Османската империя страните са включени в района на Велика Сирия. След Първата световна война Обществото на народите разделя френската подмандатна територия на Голяма Сирия и Голям Ливан. Отношенията между двете страни са обтегнати след 29-годишното присъствие в Ливан на сирийски умиротворителни сили (от 30 хил. души при 10 хил. души ливанска армия), както и след убийството на ливанския премиер Рафик Харири.

## Формиране на Ливан и Сирия
По време на Първата световна война лидерите на Антантата водят разговори затова как да се раздели Османската империя след войната. Споразумението „Сайкс-Пико“ между Великобритания и Франция осигурява френско влияние над сирийското крайбрежие и непряк контрол над вътрешните работи на Сирия. През 1920 г. след края на войната Севърският договор поставя Велика Сирия под френски мандат. Французите се идентифицират като защитници на християнството (особено маронитите) в региона. За да подсигури влиянието си, Франция насърчава „съществуващите религиозни, етнически и регионални различия в рамките на Сирия“. Политическото единство би застрашило френската власт в региона на Велика Сирия. Докато маронитите се надяват да създадат християнска държава под френско влияние, сунитите мечтаят Ливан и Сирия отново да се обединят в обща държава.
Границите на Сирия и Ливан започват да се очертават след разпадането на Османската империя, тоест след края на Първата световна война, когато английски и френски дипломати си разпределят зоните на влияние в териториите на бившата империя. Обществото на народите дава мандат на Франция за управление на Ливан и Сирия, които са били обединени. Сирия е разделена на 6 части – Дамаск, Халеб, Алауити, Голям Ливан, Джабал Друз и Санджак Александрета. Страната Голям Ливан по-късно става съвременен Ливан. На 1 декември 1924 г. Алауитите се отделя от федерацията, а Халеб и Дамаск образуват държавата Сирия.
Окупацията на Франция от 1940 г. води до икономическа криза и суспендиране на конституциите в Сирия и Ливан. Понеже подмандатните територии са били застрашени от инвазия, Великобритания притиска Франция да позволи на двете държави да проведат избори. В същото време се разразяват националистически движения в двете новосформирани държави. През 1943 г. Ливан и Сирия стават независими държави. Сирия обаче отказва да приеме разделянето на двете държави.

## Съвременни отношения
Желанието на Ливан да установи дипломатически отношения със Сирия (за повече от 60 г. те нямат такива до 2008 г.) най-вероятно е мотивирано от значителните промени в политическия и регионалния пейзаж.
Ливанският премиер Саад Харири взема стратегическо решение да се сближи отново със Сирия.
Ливан има нужда от подкрепа и по-големи гаранции за суверенитета си. Сирийското влияние в Ливан се състои от различни компоненти, но съюзът им с „Хизбула“ е най-мощният канал за властта и влиянието им.
Рано е да се определи дали тази промяна в отношенията ще бележи завръщането на сирийската доминация в Ливан или отбелязва нова страница в двустранните отношения. Много е важно как ще подходят Сирия и Ливан, а също и външни играчи като САЩ и Франция, към присъщите предизвикателства и възможности, съпътстващи развитието на сирийско-ливанските отношения.
Създаването на дипломатични канали от високо равнище в Сирия ще позволи на САЩ да увеличи влиянието си и да гарантира, че Сирия работи по въпросите за определянето на границата с Ливан и засилването на ливанския суверенитет.
През май 2010 г. министър-председателят на Ливан Саад Харири предприема втората си визита в Дамаск за по-малко от 6 мес., което подчертава решимостта на Бейрут за сближаване със Сирия. След като ракетната криза разбунва духовете и се заговаря за война може би сегашното развитие на ливанско-сирийските отношения ще отвори нова страница в регионален аспект.
Няколко важни тенденции в последните месеци определят промените в отношението на Ливан към Сирия. В частност 3 ключови събития описват контурите на тези променящи се връзки. Установяването на дипломатически отношения между Ливан и Сирия в края на 2008 г. е исторически значимо събитие. То отразява важното признаване на ливанския суверенитет след дългогодишен отказ на Сирия да го направи. Дипломатическите връзки между двете страни довеждат до размяна на посланици, отваряне на посолства и възможност за нормални междудържавни отношения. Двете посещения на министър-председателя Харири в Дамаск (през декември 2009 г. и май 2010 г.) са важна стъпка за „затоплянето“ на отношенията между Сирия и Ливан. Посещенията на премиера са знак, че предишното антисирийско статукво в Ливан не е състоятелно.
През 2010 г. лидерът на друзите Уалид Джумблат посещава Дамаск. Това е доста смела крачка от страна на Ливан, която я разграничава от антисирийските поддръжници.
Отношенията между две или повече държави, особено ако те имат обща граница, често могат да се характеризират като неспокойни и размирни. Такъв е и случаят с отношенията между Сирия и Ливан, за които причини могат да се търсят още преди началото на Втората световна война.
Границите на Сирия и Ливан започват да се очертават след разпадането на Османската империя, тоест след края на Първата световна война, когато английски и френски дипломати си разпределят зоните на влияние в териториите на бившата империя. Обществото на народите дава мандат на Франция за управление на Ливан и Сирия, които са били обединени. Сирия е разделена на 6 части – Дамаск, Халеб, Алауити, Голям Ливан, Джабал Друз и Санджак Александрета. Страната Голям Ливан по-късно става съвременен Ливан. На 1 декември 1924 г. Алауитите се отделя от федерацията, а Халеб и Дамаск образуват държавата Сирия.
В отношенията между Сирия и Ливан постепенно се развиват 3 проблема: 1. Сирия не признава Ливан; 2. сирийското влияние в Ливан през гражданската война от 1975 – 1990 г.; 3. убийството на министър-председателя Рафик Харири.
В периода 1975 – 1990 г. в Ливан се разразява гражданска война, която се дължи предимно на външно влияние в политическия живот на страната. След като през 1948 г., по време на първата арабско-израелска война, около 150 000 палестински бежанци, изгонени от своите домове от израелската армия, отиват в Ливан, се засилва маронитско–друзката вражда. Сблъсъкът на много политически доктрини – ислямски фундаментализъм, християнски иредентизъм, шиитски хегемонизъм и израелски реваншизъм, довеждат Ливан до дългогодишна гражданска война, в която вземат участие както традиционните конфесионални групи, така и външни групи – палестинските бежанци, сирийски и израелски въоръжени сили.
През октомври 1989 г. се формулира договорът от Таиф, но президентът на Ливан не го приема. Според него той е в ущърб на ливанските интереси и той настоява за незабавна евакуация на сирийските сили от Ливан.
Следващите години са белязани от жестоки гонения и репресии срещу инакомислещите. Избиват се стотици антисирийски настроени ливанци. Сирийското влияние се разпростира сериозно над Ливан, назначават се хора на по-важните постове във властта в държавата. Така вътрешната и външната политика на Ливан са под прякото ръководство на Сирия. След скандалното удължаване на мандата на президента Емил Лахуд, премиерът Рафик Харири си подава оставката. След намесата на ООН през 2004 г. натискът върху Сирия се усилва и през 2005 г. тя изтегля войските си от Ливан.
Харири е убит в Бейрут след взрив с мощност 1000 кг. тротилов еквивалент на 14 февруари 2005 г. Разследването на смъртта му продължава и до днес, но неговото убийство води до големи политически промени в Ливан, включително до започването на „кедровата революция“ и отърсването на страната от сирийската доминация във вътрешната политика. Под натиска на Русия и Германия Сирия изтегля войските си от Ливан през 2005 г.
През 2008 г. в Париж се срещат президентите на Сирия, Ливан и Франция – Башар Асад, Мишел Сулейман и Никола Саркози, за да разискват важни въпроси в отношенията между Сирия и Ливан. На 15 октомври двете съседни държави подновяват дипломатическите си отношения след около 60-годишна пауза. Последна стъпка в отношенията е одобрената номинация на първия посланик на Сирия в Бейрут. Ливанският президентът Мишел Слейман одобрява номинацията на Али Абдел Карим за посланик на Сирийската арабска република в Бейрут.